# Ніколас Томбазіс
Ніколас (Микола)Томбазіс (Νίκος Τομπάζης,народився 22 квітня 1968 року в Афінах, Греція) - головний конструктор Ferrari. 
Фахівець спочатку працював у Ferrari головний спеціалістом з аеродинаміки перед переходом на роботу в McLaren у 2003 році. Ніколас 1 березня 2006 року повернувся у Ferrari, щоб стати головним конструктором.
Також має ступінь інженера в галузі авіаційної техніки з Імперського коледжу в Лондоні.
Він є сином одного з найвідоміших грецьких архітекторів, Александроса Томбазіса.

## Кар'єра
1992-1993: Benetton Formula фахівець з аеродинаміки
1993-1995: Benetton Formula керівник відділу аеродинаміки
1997: Scuderia Ferrari фахівець з аеродинаміки
1998-2003: Scuderia Ferrari керівник відділу аеродинаміки
2004: McLaren керівник відділу аеродинаміки
2005: McLaren проектний керівник
З 2006-: Scuderia Ferrari керівник конструкторського відділу